# Протитанковий пес

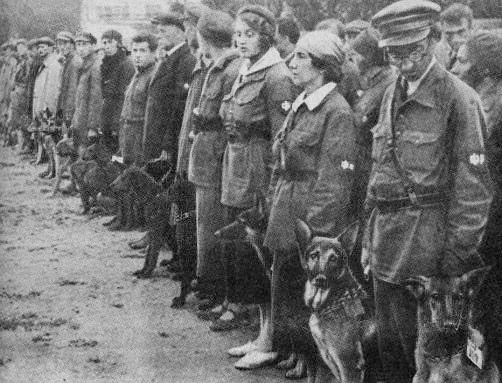
Радянська військово-кінологічна школа, 1931 рік

Протита́нковий пес — спеціально дресований пес із закріпленим на ньому набоєм з вибуховою речовиною (ВР). Пес залазив під танк (зазвичай ворожий), спрацьовував датчик цілі (дерев'яний штир завдовжки близько 20 см) і заряд вибухав безпосередньо під днищем танка.
Собаки застосовувалися Червоною Армією під час Другої Світової війни проти танків Вермахту. Рішення про застосування собак у військових цілях було винесено Реввійськрадою СРСР 1924 року. Собаки-винищувачі танків (офіційна радянська назва) були прийняті на озброєння в 1935 році

## Дресування
Собаку не годували кілька днів, привчали його, що можна знайти їжу під танком. Далі собаці прикріплювали макет вибухового пристрою і дресували залазити під танки вже з ним. Нарешті, вчили не лякатися рухомих і стріляючих танків.
Одна з радянських військових частин із підготовки таких собак у 40-ві роки розташовувалася у районі підмосковного селища Ново-Гірєєво (зараз — район Москви Новогірєєво), де була створена Центральна школа молодших фахівців службового собаківництва. Після закінчення війни ця частина остаточно була передислокована в Дмитровський район Московської області.

## Застосування
У бойових умовах собаку тримали надголодь, у потрібний момент чіпляли йому справжній вибуховий пристрій (близько 12 кг тротилу), безпосередньо перед застосуванням знімали запобіжник і випускали собаку назустріч ворожому танку. Міна вибухала під тонким днищем танка. Собака гинув. Нацистська і повоєнна західна пропаганда стверджувала[джерело?], що застосування собак було малоефективним. Hundeminen, як їх називали німці, дресирувались із застосуванням радянських танків, на полі бою іноді помилялися, лякалися незнайомих німецьких танків, втікали і, внаслідок, підривали радянські машини.

## Ефективність
За даними радянських джерел, собаки підбили понад 300 танків ворога. Собаки представляли проблему для нацистів, оскільки танковий кулемет розташовувався досить високо і ніяк не влучав у собаку, який швидко біг по землі. Нацистське командування зобов'язало кожного солдата пристрілювати будь-якого собаку. Згодом солдати Вермахту почали застосовувати проти собак встановлені на танках вогнемети, це було досить ефективним заходом протидії, однак певні собаки все одно не зупинялися.
Так чи інакше, до 1942 року використання протитанкових собак було дуже ускладнене, велика їх кількість вийшла з-під контролю, прагнула повернутися знову на розташування радянських військ та наражала їх на небезпеку. Невдовзі протитанкові собаки перестали використовуватися.

## Повоєнний період
Тренування протитанкових собак тривало принаймні по червень 1996 року.
Є дані про використання протитанкових собак рухом В'єтмінь у В'єтнамі наприкінці 1940-х років. Також собаки використовувалися терористами для підриву американських конвоїв під час останньої іракської війни.